# Semisulcospira niponica
Semisulcospira niponica is een slakkensoort uit de familie van de Semisulcospiridae. De wetenschappelijke naam van de soort werd voor het eerst geldig gepubliceerd in 1876 door E. A. Smith als Melania niponica.